# Conservatorio Girolamo Frescobaldi

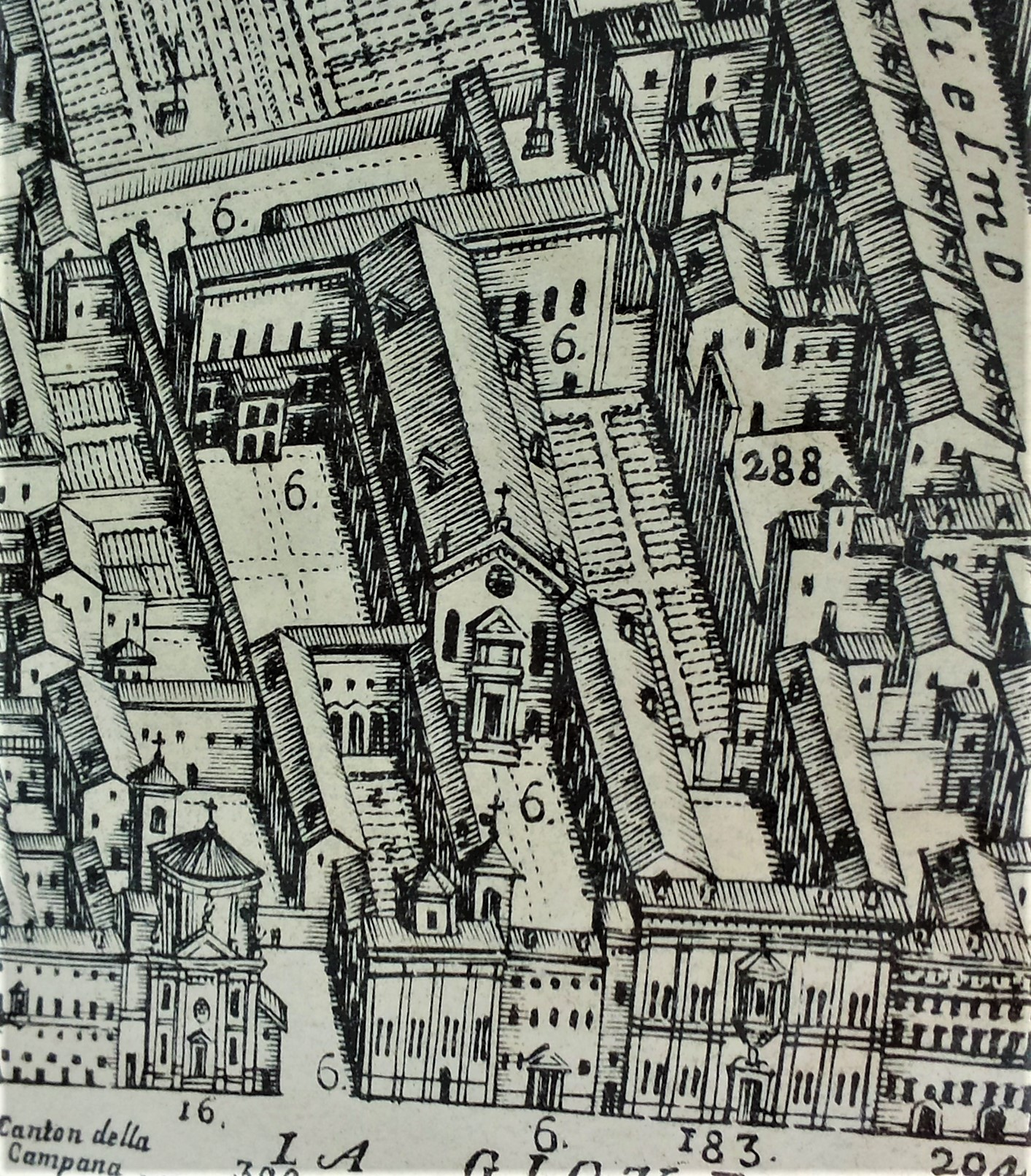
L'Ospedale S. Anna nel 1747

Il conservatorio Girolamo Frescobaldi è un istituto superiore di studi musicali fondato a Ferrara nel 1870.

## Storia
La fondazione ufficiale del Conservatorio Frescobaldi risale al 1870 quando comune di Ferrara ne sancì la nascita come "Liceo o Istituto Musicale" il 15 gennaio. Nel 1872 vennero avviati sette diversi corsi musicali riuniti nella stessa struttura e nel 1894 il conservatorio prese il nome di Istituto Musicale Frescobaldi.

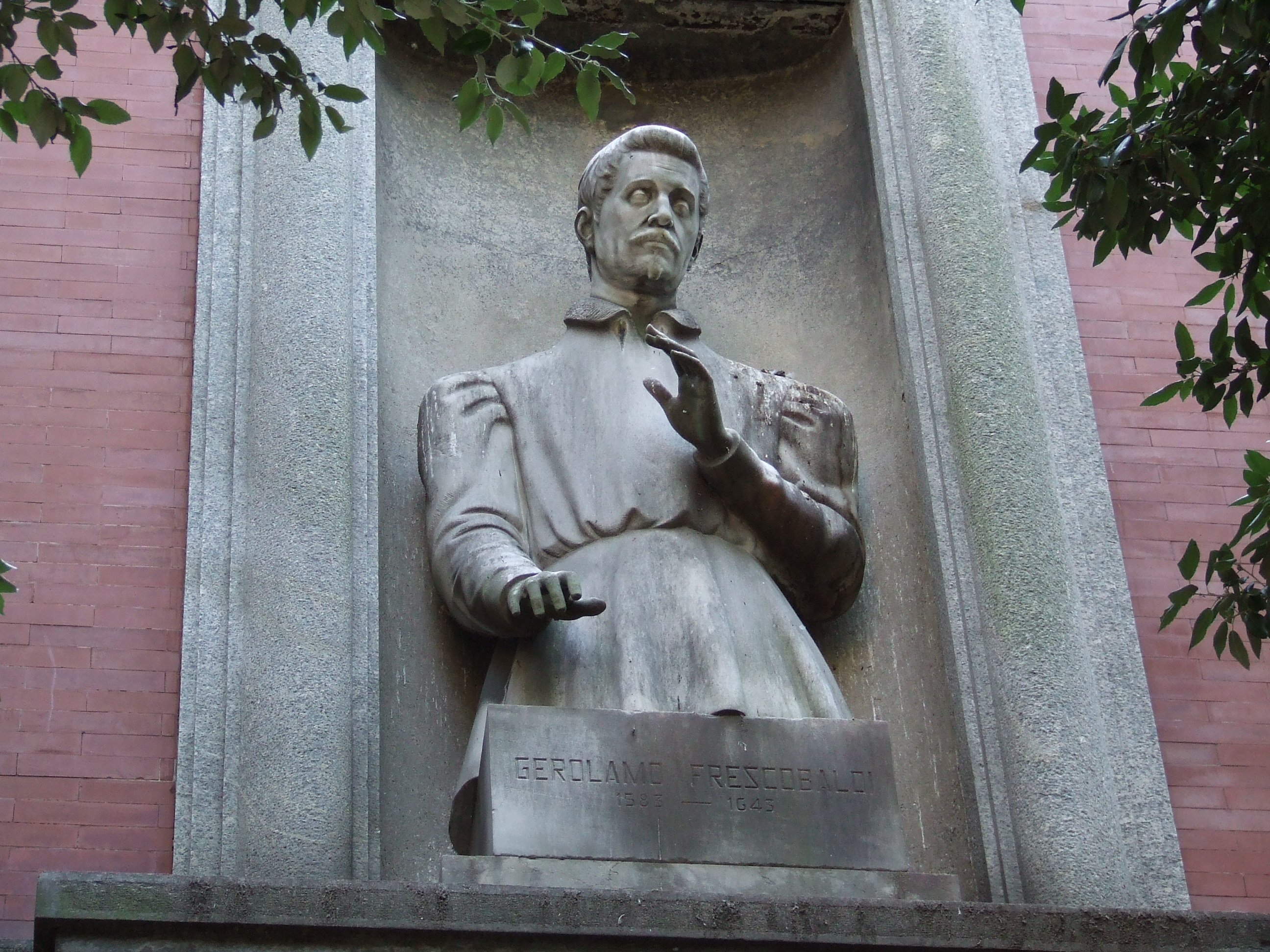
Busto di G. Frescobaldi, di Giuseppe Virgili, sovrastante il portone principale

## Sedi storiche
- Nel 1870, al momento della fondazione, la sua sede fu nell'ex Convento delle Missioni, in via Savonarola [2]
- Nel 1885 la scuola musicale venne trasferita nei locali del Palazzo Schifanoia
- Nel 1893 la sua sede divenne l'ex Convento delle Martiri, che si trovava in via Roverella
- Dal 1937 l'istituto è stato trasferito nel palazzo del conservatorio G. Frescobaldi in via Previati (successivamente modificato in Largo Michelangelo Antonioni), nei nuovi locali costruiti su un'area precedentemente occupata in modo diverso. Nel 1939 venne inaugurato l'auditorium. L'edificio venne progettato dall'ingegnere comunale Carlo Savonuzzi e fu eretto fra il 1935 e il 1939 sui resti dell'ex ospedale cittadino Sant'Anna, spostato nel 1927 in corso Giovecca. Furono mantenute intatte la facciata monumentale con l'annesso portico in Piazzetta Sant'Anna e i sotterranei, nei quali si trova la cella del Tasso, in cui lo stesso poeta sarebbe stato rinchiuso. La struttura, come la maggior parte degli edifici dell'epoca, è riconducibile all'Addizione Novecentista voluta dal Comune di Ferrara allo scopo di dare nuova vita a quelle parti di città diventate inagibili o non più utili all'uso che se ne faceva in precedenza. Il palazzo è stato costruito in stile razionalista, come in altri interventi a Ferrara nella prima parte del Novecento, caratterizzato dal forte uso del cotto unito alla pietra grigia o al cemento, utilizzati per decorare la struttura con le loro geometrie.

## Decorazione
Risulta caratteristico l'inserimento di tre statue di allegorie in bronzo patinato, poste nel 1939 sulle sommità di alti finestroni posizionati lungo la parete rivolta ad est, raffiguranti rispettivamente da sinistra, La Musica di Giuseppe Virgili, Il Genio dell'Arte di Ulderico Fabbri e Il Canto di Gino Colognesi, scultori tra i massimi esponenti del panorama artistico del Novecento ferrarese; Giuseppe Virgili è autore anche del busto di Gerolamo Frescobaldi in marmo di Carrara, posto sulla facciata dell'edificio nel 1948.
Nella parte retrostante, affacciata su Piazzetta Sant'Anna, nella cosiddetta Cella del Tasso vi è posta dal 1954 la copia di un busto in bronzo (opera dello scultore Ettore Ximenes del 1895) raffigurante il poeta. La sistemazione dell'opera avvenne in occasione delle celebrazioni per il IV Centenario della nascita del Tasso, slittate di una decina d'anni a causa della Seconda guerra mondiale. L'allora assessore comunale di Ferrara Mario Roffi richiese alla città natale del poeta un contributo alle suddette celebrazioni, ricevendo dal Comune campano una copia del busto, di cui l'originale era all'epoca posto nella sala consiliare, da far fondere a proprie spese.

## Sede e succursali
La sede è nel palazzo del conservatorio Frescobaldi. Nel corso del tempo, per far fronte alle necessità crescenti della scuola, si è resa necessaria la ricerca di altri spazi iniziando ad utilizzare varie aule presso l'Istituto Tecnico Agrario Navarra, a Malborghetto di Boara. In seguito si è preferito l'edificio in via Bersaglieri del Po al numero civico 22, nell'ex convento dei chierici regolari teatini (precedentemente utilizzato dal Ministero delle Finanze). Per alcuni anni una succursale è stata nell'edificio dell'ex convento Tibertelli di vicolo del Gregorio ai numeri civici 13/15 (prima utilizzata per la Scuola Specializzazione Istruzione Superiore dell'Università degli Studi di Ferrara). Gli spazi a disposione hanno permesso un aumento del numero delle aule e l'offerta di nuovi spazi attrezzati per lo studio della musica e per le attività multimediali ed informatiche relative.